# 나주 다보사 대웅전
나주 다보사 대웅전(羅州 多寶寺 大雄殿)은 대한민국 전라남도 나주시, 다보사에 있는 대웅전이다. 1984년 2월 29일 전라남도의 문화재자료 제87호로 지정되었다.

## 같이 보기
- 다보사

## 참고 자료
- 다보사대웅전 - 국가유산청 국가유산포털